# Pseudinca robustus
Pseudinca robustus är en skalbaggsart som beskrevs av Oliver Erichson Janson 1884. Pseudinca robustus ingår i släktet Pseudinca och familjen Cetoniidae. Inga underarter finns listade i Catalogue of Life.

## Bildgalleri

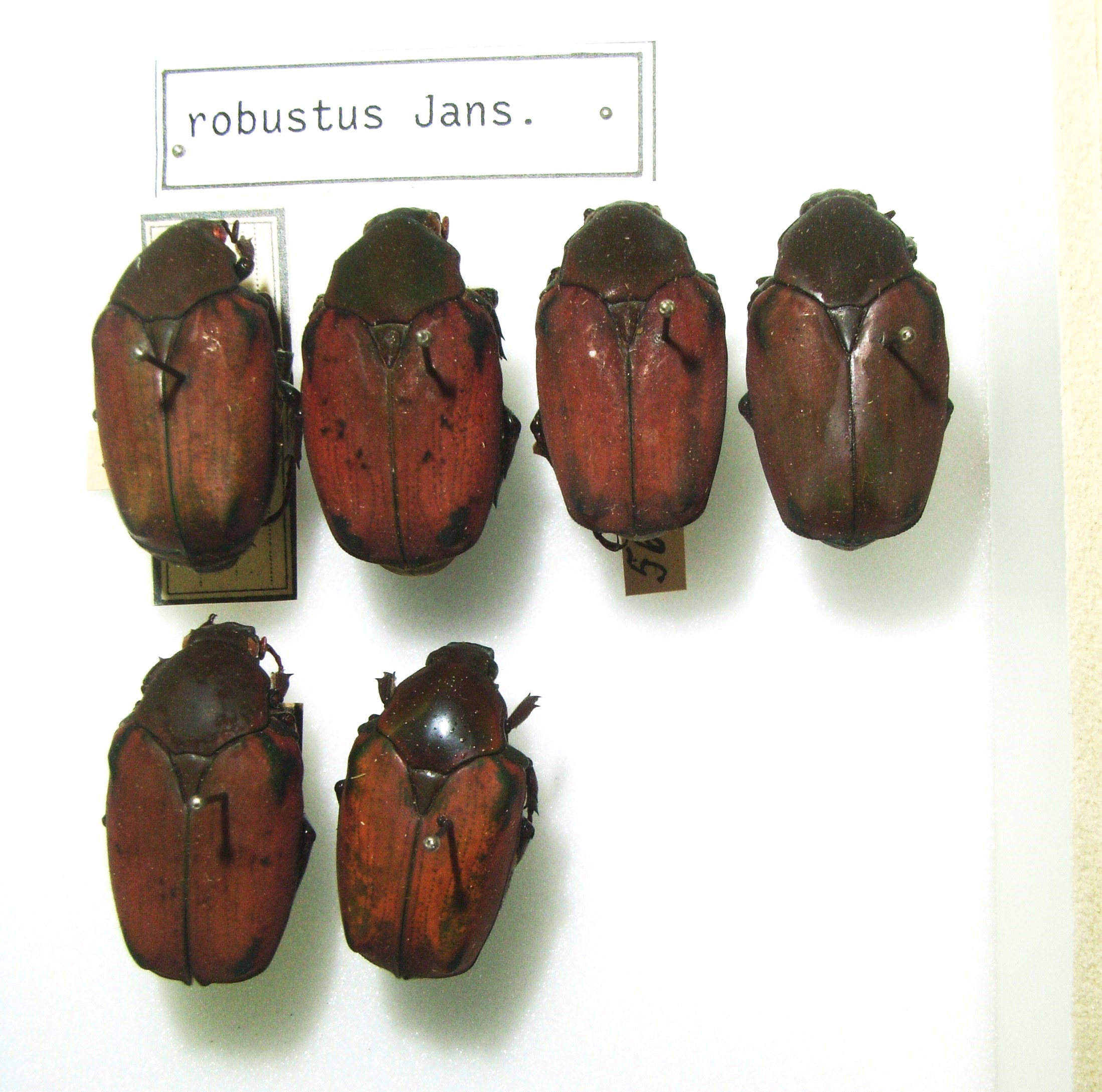